# Ундіно-Посельське сільське поселення
Унді́но-Посе́льське сільське поселення (рос. Ундино-Посельское сельское поселение) — сільське поселення у складі Балейського району Забайкальського краю Росії.
Адміністративний центр — село Ундіно-Посельє.

## Населення
Населення сільського поселення становить 942 особи (2019; 1183 у 2010, 1494 у 2002).

## Склад
До складу сільського поселення входять:
| Населений пункт      | Населення, осіб (2002) | Населення, осіб (2010) |
| -------------------- | ---------------------- | ---------------------- |
| Джида, село          | 23                     | 0                      |
| Ундіно-Посельє, село | 1471                   | 1183                   |